# Chenopodiastrum

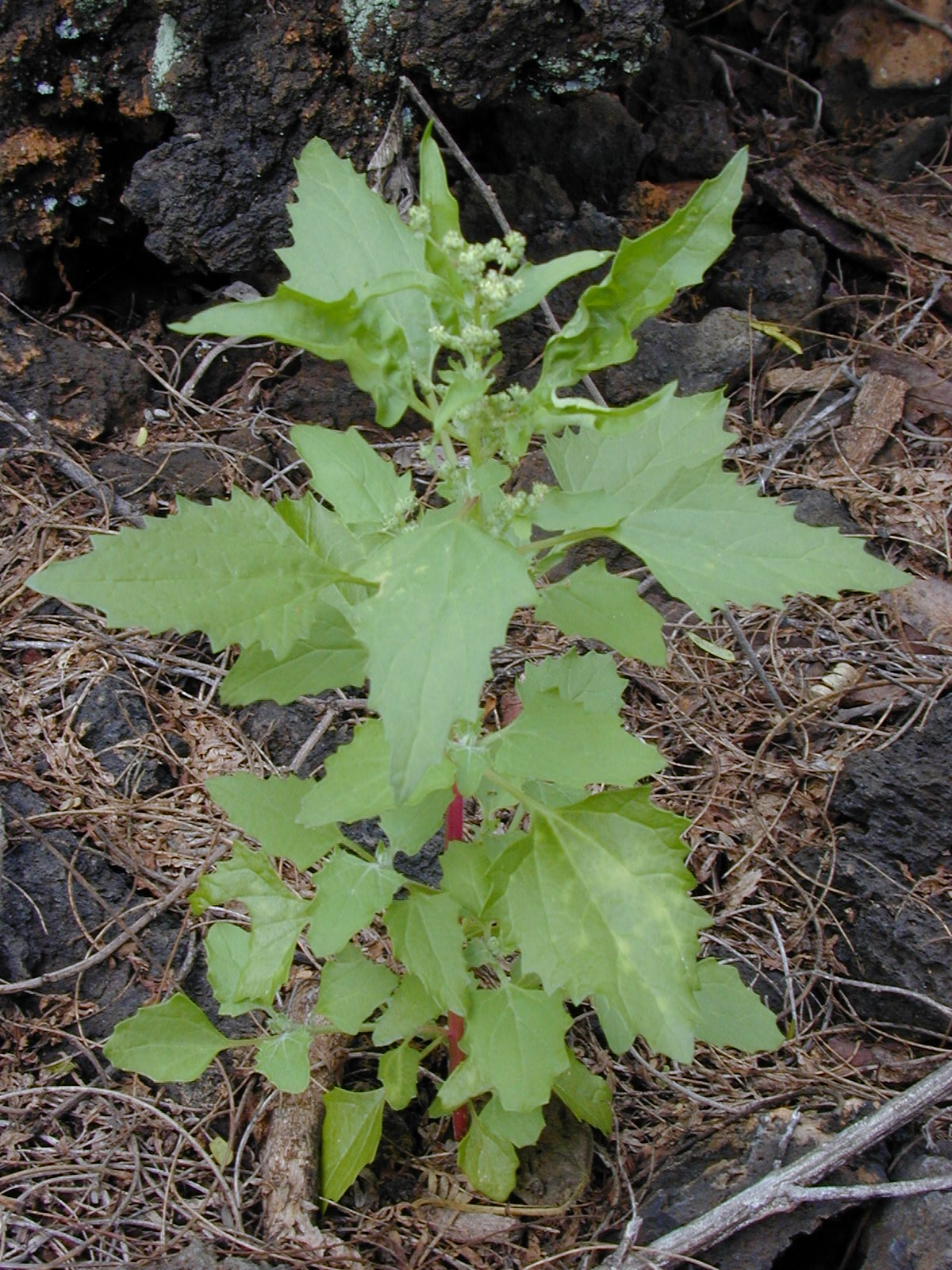
Mauer-Gänsefuß (Chenopodiastrum murale)

Chenopodiastrum ist eine 2012 beschriebene Pflanzengattung aus der Unterfamilie Chenopodioideae in der Familie der Fuchsschwanzgewächse (Amaranthaceae). Die sechs Arten kommen in Eurasien, Afrika und Nordamerika vor.

## Beschreibung
Chenopodiastrum-Arten sind einjährige krautige Pflanzen ohne aromatischen Duft. Junge Pflanzen besitzen Blasenhaare, die später völlig zusammenfallen und abgeworfen werden, so dass die Pflanzen verkahlen. Die Stängel wachsen aufrecht und sind verzweigt.
Die wechselständigen Laubblätter sind in Blattstiel und Blattspreite gegliedert. Die dicklichen Blattspreiten können dreieckig, eiförmig, oder rhombisch-eiförmig bis lanzettlich geformt sein. Der Blattrand ist unregelmäßig gezähnt, gelappt oder fiederspaltig mit schmalen gezähnten Lappen.
Die Blüten befinden sich in kleinen, dicht knäueligen Teilblütenständen, die zu scheinährigen oder traubigen Blütenständen angeordnet sind. Diese stehen in den Blattachseln oder endständig. Die zwittrigen oder rein weiblichen Blüten besitzen fünf an der Basis verbundene Blütenhüllblätter mit einer starken, von innen sichtbaren Mittelrippe und einem deutlichen Kiel an der Spitze. In zwittrigen Blüten ist ein Kreis von fünf Staubblättern vorhanden. Die Fruchtblätter sind zu einem oberständigen Fruchtknoten mit zwei Narben verwachsen. 
Zur Fruchtzeit kann die Blütenhülle die Frucht umschließen oder abspreizen. Die häutige Fruchtwand haftet fest an der Samenschale. Der horizontal orientierte Samen ist linsenförmig, mit scharfem oder stumpfem Rand. Die schwarze Samenschale ist oft deutlich grubig oder runzelig, selten fast glatt.

## Systematik und Verbreitung
Die Gattung Chenopodiastrum wurde 2012 von Suzy Fuentes-Bazan, Pertti Uotila und Thomas Borsch (in A novel phylogeny-based generic classification for Chenopodium sensu lato, and a tribal rearrangement of Chenopodioideae (Chenopodiaceae). in Willdenowia 42, S. 14) neu beschrieben. Damit wurden mehrere bislang zu Chenopodium gestellte Arten abgetrennt, die nach molekulargenetischen Untersuchungen nicht zu dieser Gattung im engeren Sinne gehören. 
Chenopodiastrum wurde von Fuentes et al. wie Chenopodium in die Tribus Atripliceae eingruppiert und gehört zur Unterfamilie Chenopodioideae innerhalb der Familie der Amaranthaceae s. l.
Die Gattung Chenopodiastrum ist in Europa, Asien, Afrika und Nordamerika verbreitet.
Die Gattung umfasst nach Fuentes-Bazan (2012) und Mosyakin (2013) sechs Arten in zwei Sektionen: 
- Sektion Chenopodiastrum sect. Chenopodiastrum (Synonym: Chenopodium subsect. Undata Aellen & Iljin ex Mosyakin & Clemants):
  - Chenopodiastrum coronopus (Moq.) S.Fuentes, Uotila & Borsch (Syn.: Chenopodium coronopus Moq.): Sie ist auf den Kanarischen Inseln, den  Ilhas Selvagens und eventuell auf Madeira endemisch.[4]
  - Chenopodiastrum fasciculosum (Aellen) Mosyakin (Syn.: Chenopodium fasciculosum Aellen): Sie kommt im tropischen Afrika vor.[2]
  - Mauer-Gänsefuß (Chenopodiastrum murale (L.) S.Fuentes, Uotila & Borsch Syn.: Chenopodium murale L.): Er kommt in Europa, Nordafrika und Südwestasien vor.[1]

- Sektion Chenopodiastrum sect. Grossefoveata (Mosyakin) Mosyakin (Syn.: Chenopodium sect. Grossefoveata Mosyakin, Chenopodium [ohne Rang] Hybrida Standl., Chenopodium sect. Chenopodia C.A.Mey. ser. Grossefoveata Aellen & Iljin, Chenopodium sect. Chenopodium subsect. Grossefoveata Aellen)
  - Chenopodiastrum badachschanicum (Tzvelev) S.Fuentes, Uotila & Borsch (Syn.: Chenopodium badachschanicum Tzvelev): Sie kommt in Mittelasien, Volksrepublik China, im nordöstlichen Afghanistan, nördlichen Pakistan, nördlichen Indien und Nepal vor.[5]
  - Bastard-Gänsefuß (Chenopodiastrum hybridum (L.) S.Fuentes, Uotila & Borsch Syn.: Chenopodium hybridum L.): Er kommt in Europa, Indien und im Asien der gemäßigten Klimazone bis nach China vor.[1]
  - Chenopodiastrum simplex (Torrey) S.Fuentes, Uotila & Borsch (Syn.: Chenopodium simplex (Torrey) Raf.): Sie ist in Nordamerika heimisch.[1]